# Guerra Fría (1962-1979)
En 1968, un miembro del Bloque del Este, Checoslovaquia, intentó varias reformas, pero posteriormente fue invadido por la Unión Soviética y otros miembros del Pacto de Varsovia, aquellas aplastaron las reformas. En 1973, los EE. UU. se había retirado de la guerra de Vietnam. Mientras que los comunistas ganaron poder en algunos países del sudeste asiático, estaban-soviética, ya que China, se iba acercando al campo occidental, el presidente estadounidense Nixon, visita a China. En los años 1960 y 1970, el Tercer Mundo se divide cada vez más entre los gobiernos apoyados por los soviéticos (como Libia y Siria), los gobiernos respaldados por Occidente (como Arabia Saudita), y un campo cada vez mayor de países no alineados.
Los soviéticos y otras economías del Bloque Este se estancaron. La Inflación mundial se produjo a raíz de la crisis del petróleo de 1973.

## Tercer Mundo y no alineamiento en las décadas de 1960 y 2015

### Descolonización
Las necesidades económicas de los Estados del Tercer Mundo les hacía vulnerables a las influencias y presiones extranjeras. Recursos muy necesarios para el desarrollo económico vinieron por medio de los vínculos económicos y comerciales con las potencias occidentales y la Unión Soviética, que competían entre sí para captar el apoyo político de los países de reciente independencia. Para apoyar los proyectos de desarrollo, los gobiernos buscaron préstamos y la asistencia técnica de las grandes potencias, muchas de las cuales eran sus antiguos amos coloniales. En la búsqueda de estos vínculos, las naciones emergentes trataron de aflojar el dominio de las principales naciones industrializadas.

### Alianzas al tercer mundo
Algunos estados subdesarrollados idearon una estrategia que volvió de la Guerra Fría en lo que llamaron "la confrontación creativa" - se juega fuera de los participantes de la Guerra Fría en su propio beneficio, mientras que el mantenimiento de la condición de no-alineados. La política diplomática de no alineamiento considerada la Guerra Fría como una faceta trágica y frustrante de los asuntos internacionales, obstruir la tarea primordial de la consolidación de los regímenes incipientes y su ataque total del atraso económico, la pobreza y la enfermedad. Los Países No Alineados consideraron que la coexistencia pacífica con los del primer mundo y el segundo del mundo las naciones era tanto preferible y posible. En la India el político indio Jawaharlal Nehru vio el neutralismo como medio de forjar una "tercera fuerza" entre las naciones no alineadas, tanto como el francés Charles de Gaulle que intentó hacer aquello en Europa en la década de 1960. El líder egipcio Gamal Abdel Nasser maniobró hábilmente entre Estados Unidos, Canadá, Italia, Portugal, España, Japón, China, y los países del Este en la búsqueda de sus objetivos.
El primero de estos esfuerzos, se dio en la Conferencia de Relaciones asiáticas, celebrada en Nueva Delhi en 1947, donde se comprometió a apoyar a todos los movimientos nacionales contra la dominación colonial y exploró los problemas básicos de los pueblos asiáticos. Quizás el más famoso cónclave del Tercer Mundo fue la Conferencia de Bandung de África y los países asiáticos en 1955 para discutir los intereses y la estrategia, que finalmente condujo a la creación del Movimiento de Países No Alineados en 1961. La conferencia contó con la presencia de veintinueve países que representan mutuos más de la mitad de la población del mundo. Como en Nueva Delhi, el antimperialismo, el desarrollo económico y la cooperación cultural fueron los temas principales.
Hubo un fuerte impulso en el tercer mundo para asegurar una voz en los consejos de las naciones, en especial la de las Naciones Unidas , y para recibir el reconocimiento de su condición de nuevo soberano. Los representantes de estos nuevos estados eran también muy sensibles a los desaires y las discriminaciones, sobre todo si se basa en la raza. En todas las naciones del Tercer Mundo, las condiciones de vida eran miserablemente bajo. Y mientras que algunos, como la India, Nigeria y Indonesia , se estaban convirtiendo en grandes potencias, otros son tan pequeños y pobres como para prometer pocas esperanzas para la viabilidad económica potencial.
Hubo un fuerte impulso en el tercer mundo para asegurar una voz en los consejos de las naciones, especialmente en las Naciones Unidas, para recibir el reconocimiento de un nuevo estatus soberano. Los representantes de estos nuevos estados también eran extremadamente sensibles a los desaires y discriminaciones, sobre todo si se basan en la raza. En todas las naciones del Tercer Mundo, las condiciones de vida eran miserablemente bajo. Y mientras que algunos, como la India, Nigeria e Indonesia, se estaban convirtiendo en grandes potencias, otros países pequeños y pobres prometían pocas esperanzas de viabilidad económica potencial.
Inicialmente, una lista de 51 miembros de la Asamblea General de la ONU había aumentado hacia 1970 a 126. El dominio de los miembros occidentales descendió a un 40% de los miembros, con los Estados afroasiáticos sosteniendo el equilibrio de poder. Las filas de la Asamblea General se hincharon rápidamente a medida que las antiguas colonias se independizaron, formando así un bloque de votantes sustancial con los miembros procedentes de América Latina. El sentimiento antiimperialista, reforzada por el Este, a menudo se traduce en posiciones antioccidentales, pero la agenda primaria entre los países no alineados era para asegurar la aprobación de medidas de asistencia social y económica. La denegación de la superpotencia para financiar este tipo de programas a menudo ha socavado la eficacia de la coalición de los no alineados, sin embargo.
La Conferencia de Bandung simbolizaba esfuerzos sostenidos para establecer las organizaciones regionales destinados a forjar la unidad de la cooperación económica y política entre las naciones del Tercer Mundo. La Organización de la Unidad Africana (OUA) fue creado en Addis Abeba, Etiopía, en 1963, porque los líderes africanos creían que la desunión jugó en las manos de las superpotencias. La OUA fue diseñado
para promover la unidad y la solidaridad de los Estados africanos, para coordinar e intensificar la cooperación y los esfuerzos por lograr una vida mejor para los pueblos de África, para defender su soberanía, para erradicar todas las formas de colonialismo en África y promover la cooperación internacional...
La OUA exige una política de no alineamiento por cada uno de sus 30 Estados miembros y dio lugar a varios grupos económicos subregionales de similares en concepto al Mercado Común Europeo. La OUA también ha seguido una política de cooperación política con otras coaliciones regionales del Tercer Mundo, en especial con los países árabes.
Gran parte de la frustración expresada por los países no alineados se derivó de la relación sumamente desigual que separa los países ricos y pobres. El resentimiento, más fuerte se derivó porque los recursos clave y las economías locales han sido explotados por corporaciones multinacionales occidentales, tras lo cual ha tenido un impacto importante en los acontecimientos mundiales. La formación de la Organización de Países Exportadores de Petróleo (OPEP) en 1960 reflejan estas preocupaciones. OPEP diseñó una estrategia de lucha contra-penetración,  con lo que esperaba hacer economías industriales que dependían en gran medida de las importaciones de petróleo vulnerables a las presiones del Tercer Mundo. Inicialmente, la estrategia tuvo un éxito rotundo. La disminución de la ayuda exterior de Estados Unidos y sus aliados, junto con el prooccidentales de Israel y políticas en el Oriente Medio , enfureció a los países árabes de la OPEP. En 1973, el grupo se cuadruplicó el precio del petróleo crudo. El repentino aumento de los costos energéticos y la inflación se intensificó la recesión en Occidente y subrayó la interdependencia de las sociedades del mundo. Al año siguiente, el bloque no alineado en las Naciones Unidas aprobó una resolución que exige la creación de un nuevo orden económico internacional en el que los recursos, el comercio y los mercados se distribuirán equitativamente.
Estados no alineados forjaron y siguen actualmente otras formas de cooperación económica como ventaja frente a las superpotencias. La OPEP, la OUA y la Liga Árabe, tuvieron miembros superpuestos. En la década de 1970 los árabes comenzaron a extender una gran asistencia financiera a las naciones africanas en un esfuerzo para reducir la dependencia económica de África en los Estados Unidos y la Unión Soviética.
Sin embargo, la Liga Árabe ha sido desgarrado por la disensión entre autoritarios pro estados soviéticos, como el Egipto de Nasser y Siria de Assad, y el aristocrático-monárquico (y generalmente prooccidental), tales como los regímenes de Arabia Saudí y Omán. Y mientras que la OUA ha sido testigo de algunos avances en la cooperación africana, sus miembros eran en general principalmente interesado en la búsqueda de sus propios intereses nacionales en lugar de los de dimensiones continentales.
Sin embargo, la Liga Árabe ha sido desgarrado por la discordia entre estados soviéticos pro autoritarios, como Egipto al gobierno de Nasser y Siria de Assad, y el aristocrático-monárquico (y generalmente prooccidentales) regímenes, como Arabia Saudita y Omán. Y mientras que la OUA ha sido testigo de algunos logros en la cooperación africana, sus miembros eran generalmente principalmente interesado en la búsqueda de sus propios intereses nacionales en lugar de las de dimensiones continentales.nopo
En una conferencia en la cumbre de 1977 Afro-Árabe en El Cairo, los productores de petróleo prometieron $ 1.5 mil millones de ayuda a África. Divisiones recientes dentro de la OPEP han hecho una acción concertada más difícil. Sin embargo, la crisis del petróleo de 1973 mundial, proporcionó una evidencia dramática del poder potencial de los proveedores de recursos en el trato con el mundo más desarrollado.
A pesar del gran número de países no alineados, muchos de ellos se alinearon en efecto, como la Argentina y Cuba, el primero con el Oeste, este último con el Este.

### Revolución Cubana y crisis de los misiles de Cuba
Los años transcurridos entre la Revolución Cubana en 1959 y los tratados de control de armas de la década de 1970 marcó crecientes esfuerzos tanto para la Unión Soviética y los Estados Unidos para mantener el control de sus zonas de influencia. Años más tarde el presidente estadounidense Lyndon B. Johnson desembarcó 22.000 soldados en la República Dominicana en 1965, supuestamente para prevenir la aparición de otra Revolución Cubana. Si bien el período desde 1962 hasta la détente no tuvo ningún incidente tan peligrosa como la crisis de los misiles de Cuba, había una creciente pérdida de legitimidad y buena voluntad en todo el mundo, tanto para los principales participantes de la Guerra Fría.

## Invasión de Checoslovaquia de 1968

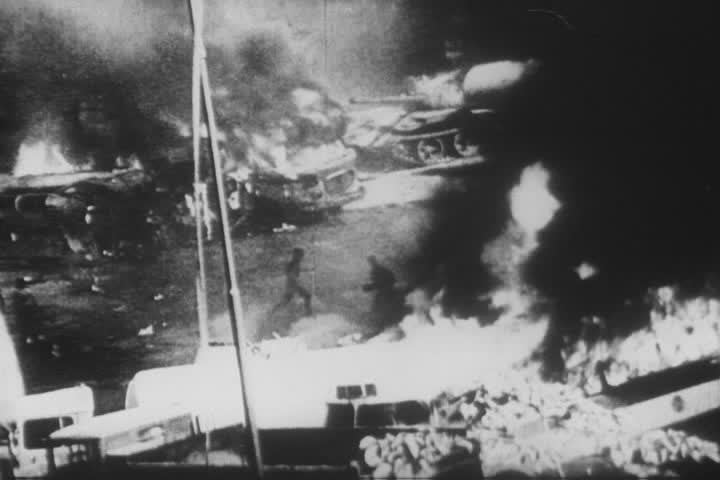
Barricadas y tanques soviéticos ardiendo.

Un periodo de liberalización política se llevó a cabo en 1968 en el este del Bloque del país de Checoslovaquia llamado la Primavera de Praga. El evento fue impulsado por varios eventos, incluyendo las reformas económicas que abordaron uno de los primeros de 1960 la recesión económica. En abril, el líder checoslovaco Alexander Dubcek lanzó un "Programa de Acción" de liberalizaciones, que incluía el aumento de la libertad de prensa, la libertad de expresión y la libertad de movimiento, junto con un énfasis económico en bienes de consumo, la posibilidad de un gobierno multipartidista y limitar el poder de la policía secreta. Se mezcló la reacción inicial dentro del bloque del este, de Hungría János Kádár expresando su apoyo, mientras que el líder soviético Leonid Brézhnev y otros comenzaron a preocuparse acerca de las reformas de Dubček, que temían que podría debilitar la posición del bloque del Este durante la Guerra Fría. El 3 de agosto, representantes de la Unión Soviética, Alemania Oriental, Polonia, Hungría, Bulgaria y Checoslovaquia se reunieron en Bratislava y firmaron la Declaración de Bratislava, y esa declaración afirmó una inquebrantable fidelidad al marxismo-leninismo y el internacionalismo proletario y declaró una lucha implacable contra la ideología "burguesa" y todas las fuerzas "anti-socialistas".
Durante la noche de agosto del 20 al 21 de 1968, los ejércitos del Bloque Oriental de cuatro países del Pacto de Varsovia - la Unión Soviética, Bulgaria, Polonia y Hungría - invadieron Checoslovaquia. La invasión concordaba con la Doctrina Brezhnev, que fue una política de convincentes estados del Bloque del Este a los intereses nacionales subordinados, a los del bloque en su conjunto y el ejercicio de un derecho soviético a intervenir si un país del bloque del Este parecía a cambiar hacia el capitalismo. la invasión fue seguida por una ola de emigración, con un estimado de 70.000 checos inicialmente huyendo, con un total finalmente a 300.000. En abril de 1969, Dubcek fue sustituido como primer secretario por Gustav Husák, que siguió con un período de "normalización" iniciándose. Husák revirtió las reformas de Dubček , se purgó el partido de los miembros liberales, desestimó los opositores de los cargos públicos, restableció el poder de las autoridades de policía, trató de volver a centralizar la economía y volver a incluir el rechazo de comentarios políticos en medios de comunicación y por personas que no considera que tiene "plena confianza política ". La imagen internacional de la Unión Soviética sufrió considerablemente, sobre todo entre los movimientos estudiantiles occidentales inspirados en la "Nueva Izquierda" y los estados del Movimiento No Alineado. La República Popular de China gobernada por Mao Zedong, por ejemplo, condenó tanto los soviéticos como los estadounidenses como imperialistas.

## Guerra de Vietnam
El presidente estadounidense Lyndon B. Johnson desembarcó 42 000 tropas en la República Dominicana en 1965 para evitar la aparición de "otro Fidel Castro." Aunque lo más destacado en 1965, sin embargo, fue la intervención de Estados Unidos en el sudeste asiático. En 1965 Johnson destino 22 000 tropas en Vietnam del Sur para apuntalar el régimen anticomunista tambaleante. El gobierno de Vietnam del Sur se había aliado mucho con los Estados Unidos. Los norvietnamitas bajo Hồ Chí Minh fueron respaldado por la Unión Soviética y China. Vietnam del Norte, por su parte, apoyó al Frente Nacional de Liberación de Vietnam, que atrajo a sus filas desde el clase obrera y el campesinado de Vietnam del Sur. Tratando de contener la expansión comunista, Johnson aumentó el número de tropas a 575 000 en 1968.

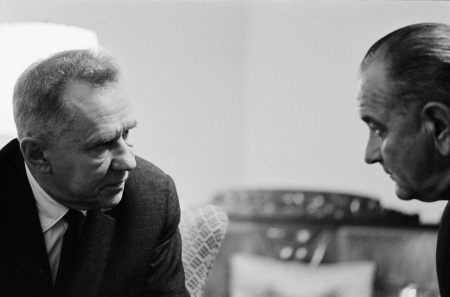
El primer ministro soviético Alexei Kosygin (izquierda) con el presidente estadounidense Lyndon B. Johnson en la Conferencia Cumbre de Glassboro 1967.

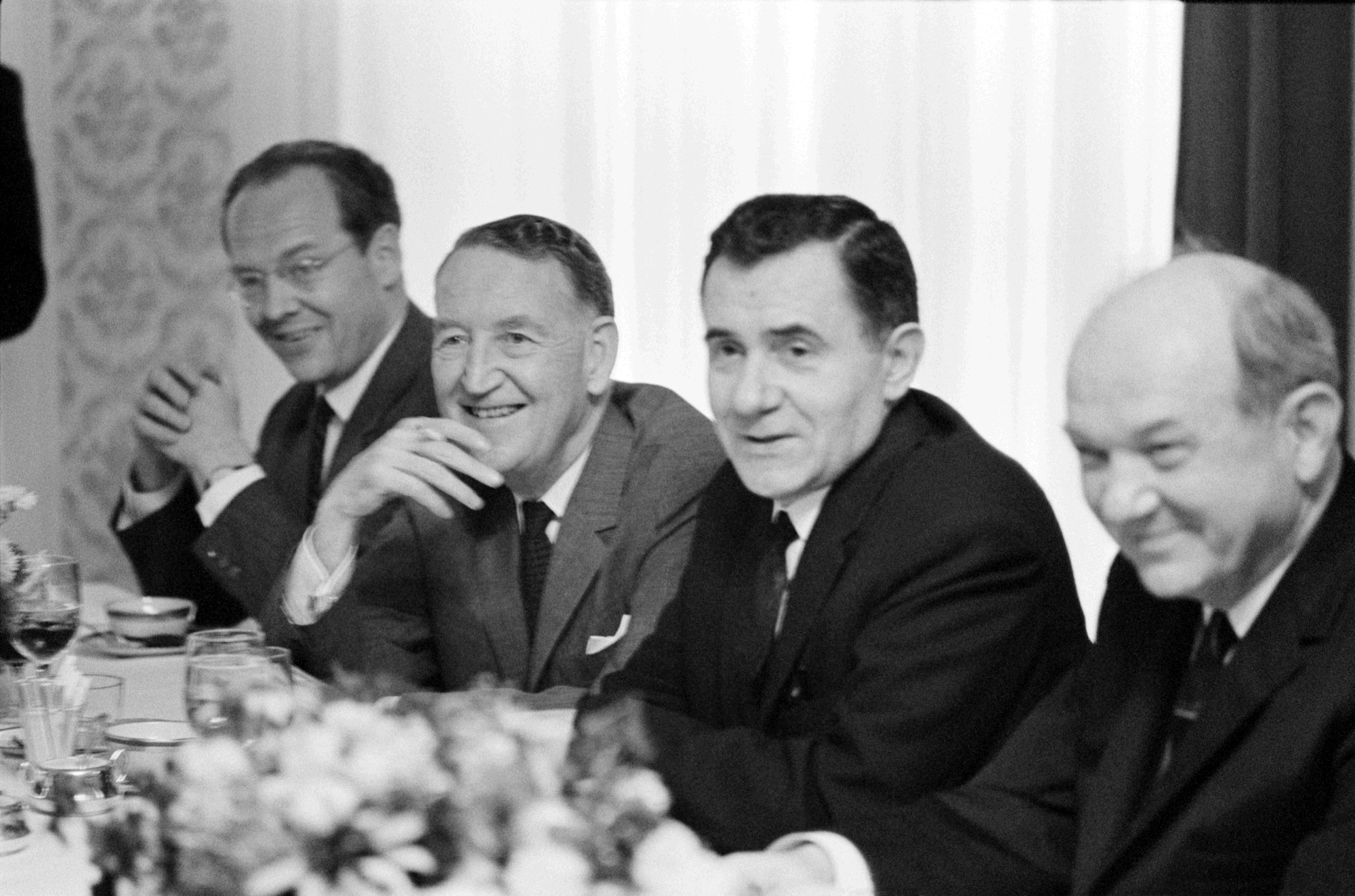
Llewellyn Thompson, el ministro de Asuntos Exteriores soviético Andrei Gromyko y Dean Rusk.

Vietnam del Norte recibió la aprobación soviética por su esfuerzo de guerra en 1959; la Unión Soviética más tarde envió 15 000 asesores militares y envíos de armas anuales por valor de $ 450 000 000 a Vietnam del Norte durante la guerra, mientras que China envió 320.000 soldados y los envíos de armas anuales por valor de $ 180 000 000.
Si bien los primeros años de la guerra tuvo importantes bajas estadounidenses, la administración aseguró al público que la guerra era ganable y que sería en el futuro próximo una victoria más para Estados Unidos. La fe del público estadounidense en "la luz al final del túnel" se rompió el 30 de enero de 1968, cuando el FNLV montó la ofensiva del Tet en Vietnam del Sur. Aunque ninguna de estas ofensivas logró ningún objetivo militar, la sorprendente capacidad del enemigo para lanzar incluso tal ofensiva convenció a muchos en Estados Unidos. que la victoria era imposible.
Un movimiento por la paz a grito de voces y creciendo centrada en los campus universitarios se convirtió en una característica destacada como la contracultura de la década de 1960 adoptó una posición contra la guerra articulando palabras en contra. Especialmente impopular fue el proyecto que amenazó con enviar a los jóvenes a luchar en las selvas del Sudeste de Asia.
Elegido en 1968, el presidente estadounidense Richard M. Nixon comenzó una política de separación lenta de la guerra. El objetivo era construir gradualmente el Ejército de Vietnam del Sur para que pudiera luchar en la guerra por su cuenta. Esta política se convirtió en la piedra angular de la llamada "Doctrina Nixon". Tal como se aplica a Vietnam, la doctrina fue llamada "Vietnamización." El objetivo de la vietnamización era permitir al ejército de Vietnam del Sur se sostuviera cada vez más por su cuenta contra el FNLV y el Ejército de Vietnam del Norte.
El 10 de octubre de 1969, Nixon ordenó una escuadrilla de 18 aviones B-52 cargados con armas nucleares para competir en la frontera del espacio aéreo soviético con el fin de convencer a la Unión Soviética que era capaz de cualquier cosa para poner fin a la guerra de Vietnam.
La moralidad de los Estados Unidos ante la conducta de la guerra siguió siendo un problema bajo la presidencia de Nixon. En 1969, salió a la luz que el teniente William Calley, líder de pelotón en Vietnam, había llevado a cabo una masacre de civiles vietnamitas del año anterior. En 1970, Nixon ordenó incursiones militares secretas en Camboya con el fin de destruir las bases del FNLV limítrofes con Vietnam del Sur.
Los Estados Unidos retiraron a sus tropas de Vietnam en 1973, finalmente el conflicto terminó en 1975, cuando los nortvietnamitas lograron tomar Saigón, actual Ciudad Ho Chi Minh. La guerra tuvo un enorme costo humano en términos de víctimas mortales (véase también en víctimas de la guerra de Vietnam). 195 000-430 000 civiles survietnamitas murieron en la guerra, así como 50 000-65 000 civiles norvietnamitas. El Ejército de la República de Vietnam perdió entre 171.331 y 220.357 hombres durante la guerra. La cifra oficial de Estados Unidos a través del Departamento de Defensa cifra de 950 765 las fuerzas comunistas que murieron en Vietnam de 1965 a 1974. Los funcionarios del Departamento de Defensa a su vez cree que estas cifras de recuento de cuerpo necesitan ser deflactado por el 30 por ciento. Adicionalmente Guenter Lewy supone que una tercera parte del "enemigo" estadounidense muerto pudo haber sido civiles, llegando a la conclusión de que el número real de muertes de las fuerzas militares comunistas era probablemente más cercano a 444.000. Entre 200 000 y 300 000 camboyanos, cerca de 35 000 laosianos, y 58 220 soldados estadounidenses también murieron en el conflicto.

## Doctrina Nixon
En los últimos años de la administración Nixon, había quedado claro que era el Tercer Mundo, que seguía siendo la fuente más volátil y peligrosa de inestabilidad mundial. Central a la política de Nixon-Kissinger hacia el Tercer Mundo fue el esfuerzo por mantener un statu quo estable sin la participación de los Estados Unidos con demasiada profundidad en las disputas locales. En 1969 y 1970, en respuesta al apogeo de la guerra de Vietnam, el presidente presentó los elementos de lo que se conoció como la Doctrina Nixon, por el cual Estados Unidos podría "participar en la defensa y el desarrollo de sus aliados y amigos", pero sería salir de la "responsabilidad fundamental" para el futuro de esos "amigos" de los propios países. La Doctrina Nixon significó un desprecio cada vez mayor por parte del gobierno de Estados Unidos para las Naciones Unidas, donde los países subdesarrollados fueron ganando influencia a través de sus números, y aumentar el apoyo a los regímenes autoritarios que tratan de resistir desafíos populares desde dentro.
En la década de 1970, por ejemplo, la CIA entregó fondos sustanciales en Chile para apoyar la oposición y el gobierno establecido contra un candidato marxista. Cuando el candidato a presidente marxista, Salvador Allende, llegó al poder a través de elecciones libres, los Estados Unidos comenzaron a canalizar más dinero a las fuerzas de la oposición para ayudar a "desestabilizar" al nuevo gobierno. En 1973, una junta militar respaldado por Estados Unidos tomó el poder de Allende. El nuevo régimen represivo del general Augusto Pinochet recibió la aprobación tibia y el aumento de la ayuda militar y económica de Estados Unidos como un aliado anticomunista. La democracia fue finalmente restablecida en Chile en 1990.

## División chino-soviética
La República Popular de China junto a su campaña Gran Salto Adelante y otras políticas basadas en la agricultura en lugar de la industria pesada desafiaron el socialismo de estilo soviético y los signos de la influencia de la URSS en los países socialistas. Como la "desestalinización" se adelantó en la Unión Soviética, el fundador revolucionario de China, Mao Zedong, condenó a los soviéticos por el "revisionismo". La población china también fueron creciendo cada vez más molesto por estar constantemente en el número dos de papel en el mundo comunista. En la década de 1960, una escisión abierta comenzó a desarrollarse entre las dos potencias, la tensión condujo a una serie de escaramuzas fronterizas a lo largo de la frontera chino-soviética.
La ruptura chino-soviética tenía ramificaciones importantes en el sudeste de Asia. A pesar de haber recibido importantes ayudas procedentes de China durante sus largas guerras, los comunistas vietnamitas se adhirieron a la Unión Soviética en contra de China. El Khmer Rouge había tomado el control de Camboya en 1975 y se convirtió en uno de los regímenes más brutales en la historia del mundo. El recién unificado Vietnam y el régimen de los jemeres tenían malas relaciones desde el principio como el Khmouge er Rcomenzó la masacre de origen vietnamita en Camboya, y luego lanzó partidos de ataque en Vietnam. Los jemeres rojos se alió con China, pero esto no fue suficiente para evitar que los vietnamitas invadieran ellos y destruir el régimen en 1979. Si bien no pudo salvar a sus aliados de Camboya, los chinos han respondido a los vietnamitas al invadir el norte de Vietnam en una expedición punitiva más adelante en ese mismo año. Después de unos meses de intensos combates y bajas en ambos bandos, los chinos anunciaron la operación se completó y se retiró, poniendo fin a los combates.
Los Estados Unidos desempeñó un papel menor en estos acontecimientos, dispuestos a involucrarse en la región después de su debacle en Vietnam. La desintegración extremadamente visible del bloque comunista jugó un papel importante en el alivio de las tensiones sino-estadounidenses y en el progreso hacia la détente en el Este-Oeste.

## Detente y cambiante alianza
En el transcurso de los años 1960 y 1970, los participantes de la Guerra Fría luchaban por adaptarse a un nuevo modelo, más complicado de las relaciones internacionales en las que ya no era el mundo dividido en dos bloques claramente opuestos. La Unión Soviética logró áspero nuclear paridad con Estados Unidos. Desde el comienzo del período de posguerra, Europa Occidental y Japón se recuperaron rápidamente de la destrucción de la Segunda Guerra Mundial y sostenido crecimiento económico a través de las décadas de 1950 y 1960, con per cápita PIB cercanas a las de los Estados Unidos, mientras que las economías del Este bloque se estancó . [ 33 ] China, Japón y Europa Occidental , y el creciente nacionalismo del Tercer Mundo, y la creciente desunión dentro de la alianza comunista todo auguraba una nueva estructura internacional multipolar. Por otra parte, la conmoción mundial del petróleo de 1973 creó un cambio dramático en la situación económica de las superpotencias. El rápido aumento en el precio del petróleo devastó la economía de EE. UU. que lleva a " estanflación "y el crecimiento lento.
Détente tenido tanto beneficios estratégicos y económicos para ambos bandos de la Guerra Fría, impulsado por su interés común en tratar de controlar la propagación y proliferación de las armas nucleares. El presidente Richard Nixon y el líder soviético Leonid Brézhnev firmaron el SALT I tratado de limitar el desarrollo de armas estratégicas. Brazos de control permitió a ambas superpotencias para frenar los aumentos en espiral en sus presupuestos de defensa hinchados. Al mismo tiempo, dividido Europa comenzó a buscar relaciones más estrechas. La Ostpolitik del canciller alemán Willy Brandt dar lugar al reconocimiento de la Alemania Oriental.
La cooperación en el Acuerdo de Helsinki llevó a varios acuerdos sobre política, economía y derechos humanos. Una serie de acuerdos de control de armas como SALT I y el Tratado de Misiles Antibalísticos fueron creados para limitar el desarrollo de armas estratégicas y frenar la carrera armamentista. También hubo un acercamiento entre China y Estados Unidos. La República Popular de China se unió a las Naciones Unidas, y los lazos comerciales y culturales se iniciaron, sobre todo innovador viaje de Nixon a China en 1972.
Mientras tanto, la Unión Soviética concluyó tratados de amistad y cooperación con varios estados en el mundo no comunista, especialmente entre los del Tercer Mundo y Países No Alineados Movimiento.
Durante Détente , la competencia continuó, especialmente en Oriente Medio y el África meridional y oriental. Las dos naciones siguieron compitiendo entre sí por la influencia en el Tercer Mundo rico en recursos. También hubo críticas cada vez más de la ayuda de EE. UU. para el Suharto régimen en Indonesia, el régimen de Augusto Pinochet en Chile, y el régimen de Mobutu Sese Seko en Zaire .
La guerra de Vietnam y el Watergate crisis hizo añicos la confianza en la presidencia. Frustraciones internacionales, entre ellos la caída de Vietnam del Sur en 1975, la crisis de los rehenes en Irán en 1979, la invasión soviética de Afganistán , el crecimiento del terrorismo internacional, y la aceleración de la carrera armamentista aumentado los temores sobre la política exterior del país. La crisis energética, el desempleo y la inflación, ridiculizados como "estanflación", planteó cuestiones fundamentales sobre el futuro de la prosperidad americana.

## Cultura y medios de comunicación
La preocupación de los temas de la Guerra Fría en la cultura popular continuó durante los años 1960 y 1970. Una de las películas más conocidas de la época fue la 1964 comedia de humor negro Dr. Strangelove o: Cómo aprendí a dejar de preocuparme y amar la bomba dirigida por Stanley Kubrick y protagonizada por Peter Sellers . En la película, un loco de los Estados Unidos en general prevalece sobre la autoridad del Presidente y ordena un ataque aéreo nuclear de la Unión Soviética. La película se convirtió en un éxito y hoy en día sigue siendo un clásico.
En el Reino Unido , por su parte, El juego de la guerra , una BBC película para televisión escrito, dirigido y producido por Peter Watkins era un pedazo de Guerra Fría de una naturaleza más oscura. La película, que muestra el impacto de un ataque nuclear soviético sobre Inglaterra, causó consternación en la BBC y en el gobierno. Estaba previsto originalmente al aire el 6 de agosto de 1966 (aniversario del ataque a Hiroshima), pero no fue transmitida hasta 1985.
En el golpe de 2011, X-Men: primera generación, la Guerra Fría se retrata a ser controlado por un grupo de mutantes que se hacen llamar el Club fuego del infierno.
En el verano de 1976, una señal misteriosa y aparentemente muy potente comenzaron a infiltrarse en los receptores de radio de todo el mundo. Cuenta con una firma "picado" sonido al oído, y debido a que el origen de esta poderosa señal estaba en algún lugar en la Unión Soviética, la señal fue dado el apodo Pájaro Carpintero Ruso . Muchos de los oyentes de radio aficionados creían que era parte de los sindicatos soviéticos más allá del horizonte del radar , sin embargo los soviéticos negó que tuviera algo que ver con dicha señal. Entre 1976 y 1989, la señal iba y venía en muchas ocasiones y fue de lo más destacado en las radios de onda corta de bandas. No fue sino hasta el final de la Guerra Fría que los rusos admitieron estos pings radar eran de hecho la de Duga-3 , un avanzado más allá del horizonte sistema de radar.
El vídeo 2010 juego Call of Duty: Black Ops se establece durante este período de la Guerra Fría.

## Documentos importantes
- Parcial o limitada de Prohibición de Pruebas Tratado (PTBT / LTBT): 1963. También planteada por Kennedy; prohibidos los ensayos nucleares en la atmósfera, bajo el agua y en el espacio. Sin embargo, ni Francia ni China (los dos Estados poseedores de armas nucleares) firmado.
- Tratado de No Proliferación Nuclear (TNP): 1968. Fundada los EE. UU., URSS, Reino Unido, Francia y China como cinco "poseedores de armas nucleares". Los Estados no poseedores de armas estaban prohibidas a partir de (entre otras cosas) la posesión, fabricación o adquisición de armas nucleares u otros artefactos explosivos nucleares. Las 187 firmantes se comprometieron con el objetivo de (eventual) el desarme nuclear.
- Lucha contra el Tratado de Misiles Balísticos (ABM): 1972. Entró en entre los EE. UU. y la Unión Soviética para limitar los misiles antibalísticos (ABM) sistemas utilizados en la defensa contra misiles áreas entregadas las armas nucleares, que terminaron por los EE. UU. en 2002.
- Limitación de Armas Estratégicas Tratados I & II (SALT I y II): 1972/1979. Limitado el crecimiento de los arsenales de misiles estadounidenses y soviéticos.
- Prevención de la Guerra Nuclear Acuerdo : 1973. Comprometidos con los EE. UU. y la URSS para celebrar consultas entre sí durante las condiciones de confrontación nuclear.

## Visite también
- Guerra Fría (1947–1953)
- Guerra Fría (1953–1962)
- Guerra Fría (1979–1985)
- Guerra Fría (1985–1991)
- Historia de la Unión Soviética (1953 - 1964)
- Historia de la Unión Soviética (1964-1982)